# 黄檗宗
黄檗宗（おうばくしゅう），是日本佛教的一个宗派，其规模在日本的三個禪宗之中，仅次于临济宗和曹洞宗。其本山为日本京都府宇治市的万福寺（山号新黄檗山），開山始祖是清初赴日傳教的隱元隆琦。前稱為临济正宗。

## 歷史
黄檗宗的名字来源于唐代僧人黄檗希运和福建福清的黄檗山万福寺。1654年，福州福清万福寺的临济宗僧人隐元隆琦受邀前往日本弘法。萬治元年(西元1658年)，隱元謁見幕府將軍德川家綱，家綱甚為敬重，賜贈金衣。寬文元年(西元1661年)，幕府欽賜山城宇治之地，懇請隱元建寺弘揚祖風，即於同年五月施工興建，寺名亦為「黃檗山萬福寺」，遙尊福建黃檗山的祖庭為「古黃檗」，以別於此地的「新黃檗」。是年，隱元於晉山陞座典禮上賦詩道：「新開黃檗壯禪機，正脈流傳海外奇」。
隐元認為自己就是临济宗的僧侶，参照圆尔、无学祖元等無準師範一系的临济宗学说，他稱之为“临济正宗”，但與唐代傳入日本的临济宗有所不同，所以時人稱之為黄檗宗，其宗风融合了华严宗、天台宗、净土宗等宗派，具有明代的禅宗特色。
隱元著有《黃檗清規》，對當時日本禪宗各寺廟的戒條影響甚鉅，後曹洞宗卍山道白在宗門改革中，就以《黃檗清規》作為重要參考。
隱元的禪法在上流社會大興，以後水尾法皇為首的貴族與公卿、以幕府要人為首的實力武家們，以及仕紳名流相繼皈依黃檗宗。在江户幕府的保护下，黄檗宗得到了各地大名的支持。隐元隆琦的再傳弟子铁眼道光又致力于社会公益和民间教化，其势力逐渐壮大。
1874年，明治維新的教部省将“禅宗”定为临济、曹洞二宗，强制下令将“黄檗宗”更名为“临济宗黄檗派”。1876年，黄檗宗从临济宗中独立出来。